# Immunosenescenza

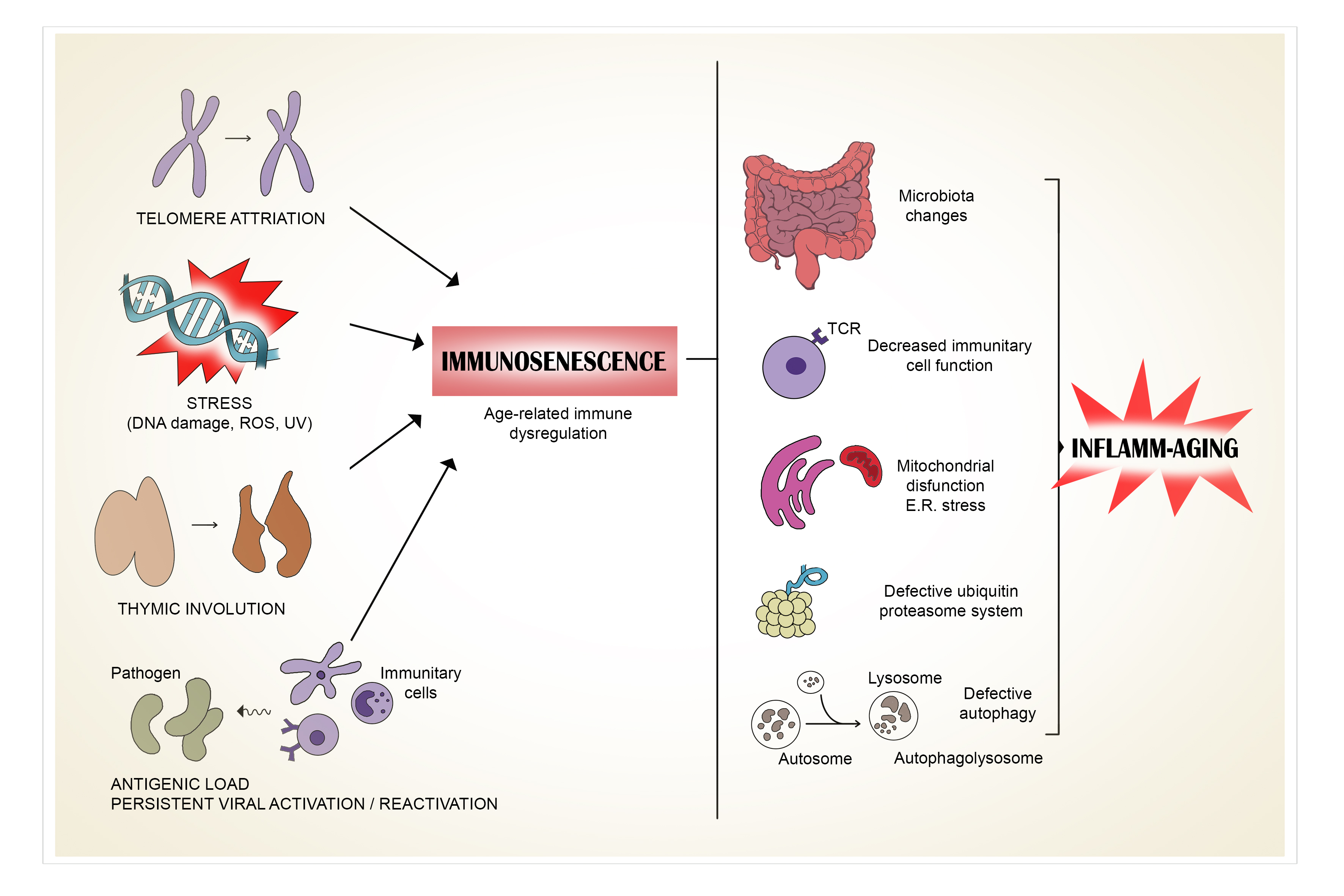
L'immunosenescenza è il progressivo deterioramento del sistema immunitario dovuto al naturale avanzare dell'età. Ci sono diversi fattori che contribuiscono a questo e, nell'immagine, possiamo vedere i più rilevanti. Questo deterioramento provoca cambiamenti nel nostro organismo che si traducono in un'infiammazione di basso livello chiamata immuno-invecchiamento.

L'immunosenescenza o anche senescenza immunitaria, (dal latino Immunis ovvero 'esente da imposte', figurativamente 'intatto', 'libero', 'puro' e  Senescere = 'invecchiare') è il nome del graduale deterioramento nel tempo del sistema immunitario causato dal naturale avanzamento dell'età. Il sistema immunitario acquisito è più colpito del sistema immunitario innato.
Il termine "immunosenescenza" (in inglese Immunosenescence) fu coniato dal gerontologo americano Roy Walford nel 1969.
L'immunosenescenza coinvolge sia la capacità dell'ospite di rispondere alle infezioni sia lo sviluppo della memoria immunitaria a lungo termine. Questa deficienza immunitaria associata all'età si trova sia nelle specie a lunga vita che quelle a breve vita in funzione della loro età rispetto all'aspettativa di vita piuttosto che rispetto al tempo cronologico. L'immunosenescenza è considerata un importante fattore che contribuisce all'aumento della frequenza di morbilità e mortalità negli anziani.
L'immunosenescenza non è un fenomeno deteriorativo casuale anche se la maggior parte dei parametri interessati dall'immunosenescenza sembrano essere sotto controllo genetico.
L'immunosenescenza può anche essere talvolta considerata come il risultato della continua sfida dell'inevitabile esposizione a una varietà di antigeni come virus e batteri.
Questo fenomeno si riferisce essenzialmente all'immunosenescenza dell'uomo, ma il fenomeno non è limitato all'uomo, infatti, la maggior parte dei vertebrati, forse tutti i viventi ne sono soggetti.
È stato studiato anche un modello marsupiale, il phascogale dalla coda rossa (Phascogale calura). 
L'immunosenescenza è strettamente correlata allo sviluppo di infezioni, malattie autoimmuni e tumori maligni.

## Cause dell'immunosenescenza

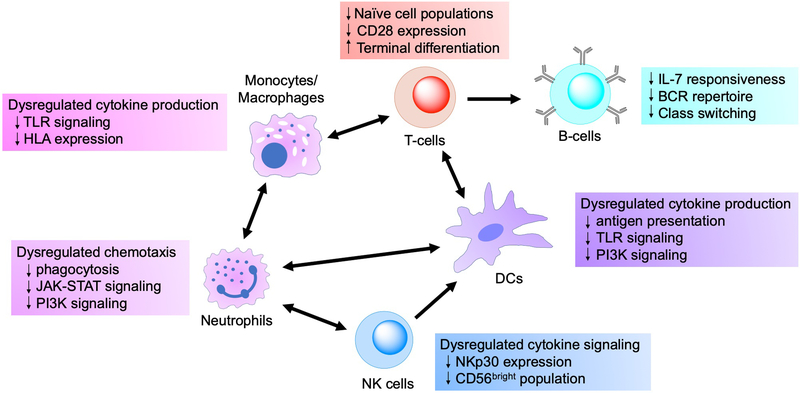
Innunosenescenza e popolazione delle cellule immunitarie

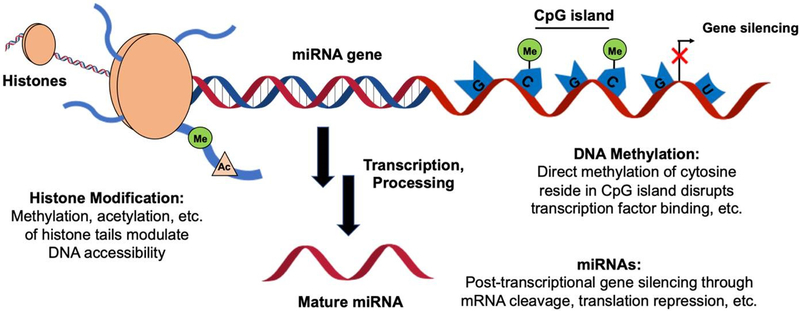
Meccanismi genetici regolatori dell'immunosenescenza

L'immunosenescenza è una condizione multifattoriale che porta a molti problemi di salute patologicamente significativi nella popolazione anziana. Alcuni dei cambiamenti biologici dipendenti dall'età che contribuiscono all'insorgenza dell'immunosenescenza sono elencati di seguito:
- Età, tuttavia, non è l'unica causa dell'immunosenescenza.
- Involuzione timica, questa è anche indotta (o aggravata) da vari eventi della vita.
- Stimolazione antigenica di infezioni virali croniche dell'herpes virus umano.
- Malnutrizione/denutrizione.
- Disregolazione di importanti assi ormonali (asse GH-IGF1 per esempio).

L'immunosenescenza è talvolta aggravata da altri fattori comportamentali esterni come il fumo, alcune carenze alimentari, un disturbo del metabolismo vitaminico (la vitamina D in particolare, che potenzia la risposta innata, ma al contrario, inibisce la risposta adattativa), ecc.
Il sistema immunitario è un meccanismo di difesa dell'organismo molto complesso in cui molti fattori influenzano la sua funzione; di conseguenza, una serie di diversi fattori di influenza contribuiscono all'immunosenescenza. 
Alcune cause sono discusse in modo controverso, dovuto, tra l'altro, al fatto che spesso è molto difficile determinare se i cambiamenti sopra descritti a livello cellulare sono intrinseci a un tipo di cellula o sono causati da influenze esterne, o se sono la causa primaria entrambi. La causalità è spesso poco chiara e questo è particolarmente vero con l'interazione dei linfociti B con i linfociti T, che è cruciale per un'efficace risposta immunitaria. Se un elemento è interessato, cambia immediatamente la funzione dell'altro.
Una delle principali cause dei cambiamenti biologici cellulari che portano all'immunosenescenza è vista come il “carico antigenico” che ha agito sull'organismo nel corso della sua vita. Inoltre, i processi infiammatori costanti riducono il numero di cellule T naive. con il repertorio di cellule in grado di reagire agli antigeni dei patogeni in costante diminuzione.
Il citomegalovirus umano (HCMV) è considerato un biomarcatore, infatti una parte considerevole dell'impegno fisiologico del sistema immunitario umano riguarda la lotta o il controllo di questo virus, sebbene il carico di lavoro aumenti con l'età.
Secondo un'altra teoria, oltre all'esposizione agli antigeni, anche la dieta svolge un ruolo importante nello sviluppo dell'immunosenescenza.
In particolare, la carenza di proteine dovrebbe contribuire all'immunosenescenza; 
questo fa sì che diventi un punto di partenza per possibili misure terapeutiche.

## Cellule T e immunosenescenza
La capacità funzionale delle cellule T è maggiormente influenzata dagli effetti dell'invecchiamento. Infatti, le alterazioni legate all'età sono evidenti in tutte le fasi dello sviluppo delle cellule T, rendendole un fattore significativo nello sviluppo dell'immunosenescenza.
Dopo la nascita, il declino della funzione delle cellule T inizia con la progressiva involuzione del timo, che è l'organo essenziale per la maturazione delle cellule T in seguito alla migrazione delle cellule precursori dal midollo osseo. Questa diminuzione associata all'età del volume epiteliale timico si traduce in una riduzione/esaurimento del numero di timociti (cioè cellule T premature), riducendo così la produzione di cellule T naïve periferiche.
Una volta maturate e circolanti in tutto il sistema periferico, le cellule T subiscono ancora cambiamenti deleteri dipendenti dall'età. Insieme all'involuzione timica legata all'età e alla conseguente diminuzione legata all'età della produzione timica di nuove cellule T, questa situazione lascia il corpo praticamente privo di cellule T vergini, il che rende il corpo più incline a una varietà di malattie infettive e non.
All'età di 40 anni, si stima che dal 50% all'85% degli adulti abbia contratto il citomegalivirus umano (HCMV), che si ritiene sia una delle principali cause di immunosenescenza, sebbene ciò sia controverso. 
Nonostante il fatto che una media del 10% (e fino al 50%) delle cellule T di memoria CD4 e CD8 delle persone con infezione da HCMV possa essere CMV-specifica, queste persone non hanno un tasso di mortalità più elevato derivante da altri infezioni.
I componenti delle cellule T associati all'immunosenescenza includono:
- riduzione del rapporto CD4+/CD8+.[37]
- Sviluppo alterato delle cellule helper follicolari CD4+ T, che sono specializzate nel facilitare la maturazione delle cellule B periferiche e la produzione generazione di plasmacellule che producono anticorpi e cellule B di memoria.[38]
- Deregolamentazione delle capacità di trasduzione del segnale intracellulari.[39]
- Ridotta capacità di produrre linfochine effettrici.[40][41][42]
- Restringimento del repertorio di riconoscimento dell'antigene della diversità del recettore delle cellule T (TcR).[43][44]
- Diminuisce l'attività citotossica delle cellule T Natural Killer (NKT).[45]
- Ridotta proliferazione in risposta alla stimolazione antigenica.[46][47][48][49]
- L'accumulo e l'espansione clonale delle cellule T della memoria e dell'effettore.[6][47]
- Difese immunitarie ostacolate contro i patogeni virali , specialmente da parte delle cellule T CD8+ citotossiche.[50]
- Cambiamenti nel profilo delle citochine con aumento dell'ambiente delle citochine pro-infiammatorie degli anziani.[51]

## Immunosenescenza e cancro
Il sistema immunitario, interagendo intimamente con le cellule tumorali in un tumore, può combattere o favorire lo sviluppo e la progressione del cancro, o entrambi. Uno dei fattori di rischio più importanti per i tumori solidi è l'età. Con l'avanzare dell'età, si verificano numerose alterazioni a più livelli, tra cui molecolare, cellulare, organica e sistemica. Con l'età cambiano molti sistemi fisiologici, compreso il sistema immunitario.
Il ruolo dell'immunosenescenza nei tumori è sofisticato: i molti fattori coinvolti includono cAMP, competizione del glucosio e stress oncogeno nel microambiente tumorale, che può indurre la senescenza di cellule T, macrofagi, cellule natural killer e cellule dendritiche. Di conseguenza, queste cellule immunitarie senescenti potrebbero anche influenzare la progressione del tumore.

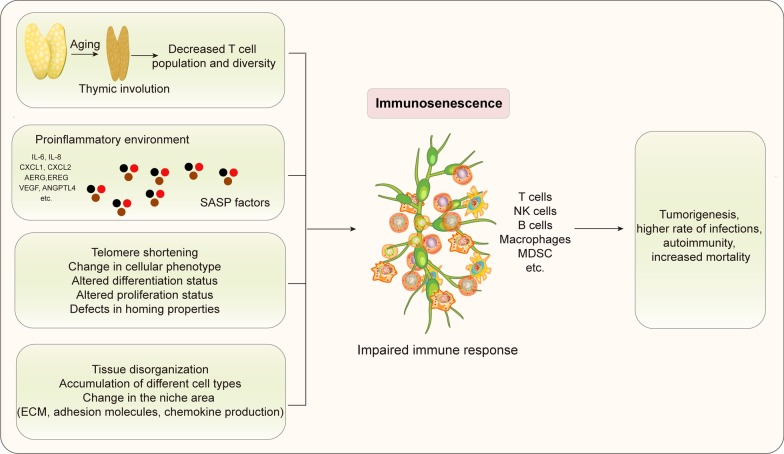
Il processo dell'immunosenescenza.
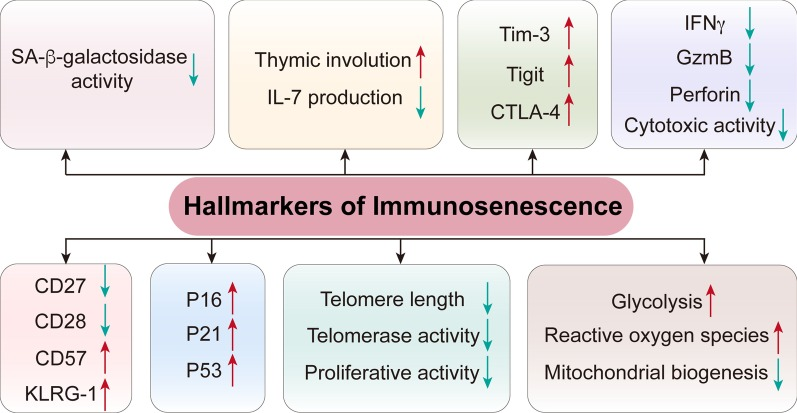
I principali markers di immunosenescenza.
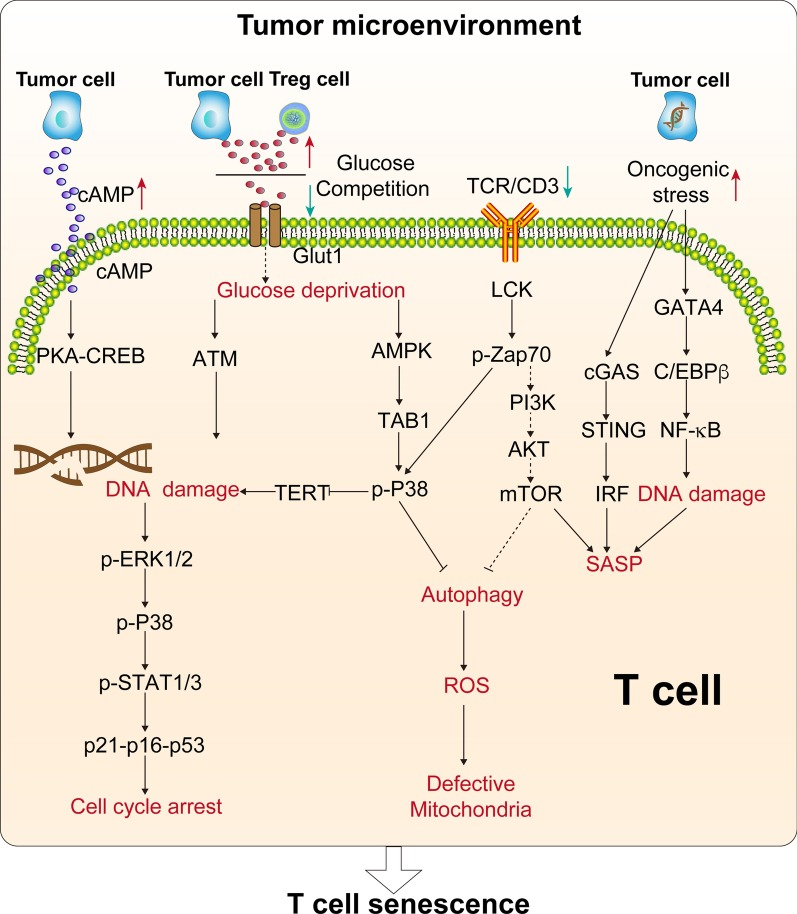
Vie di segnalazione correlate alla senescenza delle cellule T.
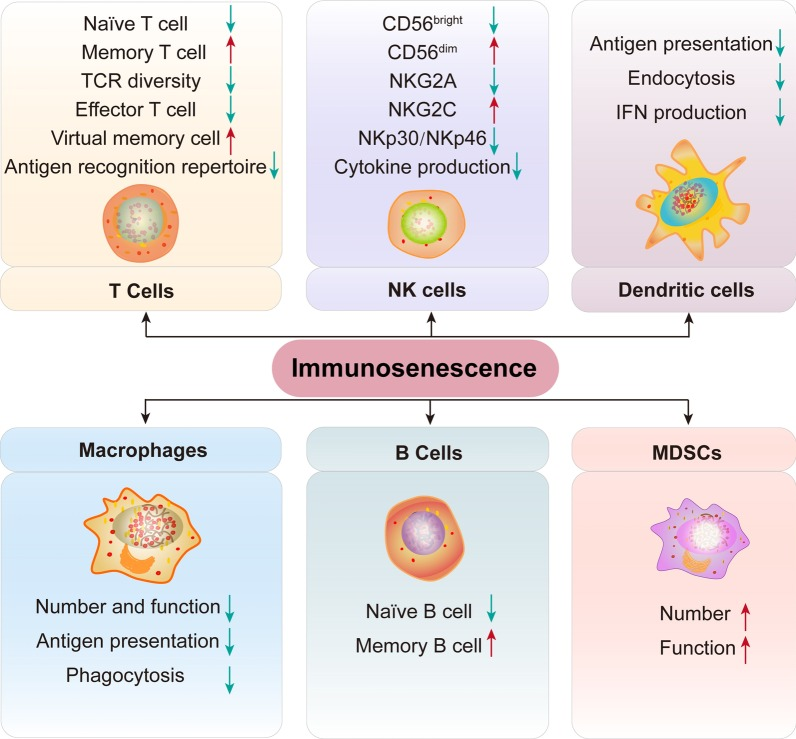
Cambiamenti nelle varie cellule immunitarie durante l'immunosenescenza.
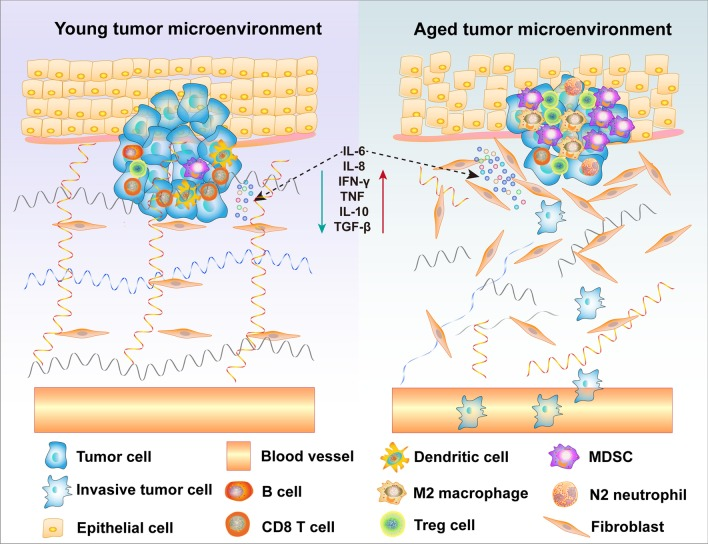
Gli effetti dell'età sulla progressione tumorale TME (Tumor microenviroment).

### Libri
- Tamas Fulop, Claudio Franceschi, Katsuiku Hirokawa and Graham Pawelec, Handbook of Immunosenescence: Basic Understanding and Clinical Implications, Springer International Publishing, 2019, ISBN 978-3-319-64597-1.
- Albert C. Shaw, Immunosenescence: Methods and Protocols, Springer New York, 29 ottobre 2016, ISBN 978-1-4939-4418-7.
- Jos A. Bosch, Anna C. Phillips and Janet M. Lord, Immunosenescence: Psychosocial and Behavioral Determinants, Springer Science & Business Media, 9 dicembre 2012, ISBN 978-1-4614-4776-4.
- Andreas Thiel, Immunosenescence, Springer Science & Business Media, 14 febbraio 2012, ISBN 978-3-0346-0219-8.
- (ES) Immunosenescence, New York London, Springer, 2011, ISBN 1-4419-2639-9, OCLC 751583510.
- G. Pawelec, Basic Biology and Clinical Impact of Immunosenescence, Elsevier, 1º maggio 2003, ISBN 978-0-08-054648-3.

### Riviste
- H. Cao Dinh, I. Beyer, T. Mets, O. O. Onyema, R. Njemini, W. Renmans, M. De Waele, K. Jochmans, S. Vander Meeren e I. Bautmans, Effects of Physical Exercise on Markers of Cellular Immunosenescence: A Systematic Review, in Calcified tissue international, vol. 100, n. 2, Springer Science and Business Media LLC, 19 novembre 2016,  pp. 193-215, DOI:10.1007/s00223-016-0212-9, ISSN 0171-967X (WC · ACNP), PMID 27866236.
- Varsha D. Badal, Eleonora D. Vaccariello, Emily R. Murray, Kasey E. Yu, Rob Knight, Dilip V. Jeste e Tanya T. Nguyen, The Gut Microbiome, Aging, and Longevity: A Systematic Review, in Nutrients, vol. 12, n. 12, MDPI AG, 7 dicembre 2020,  p. 3759, DOI:10.3390/nu12123759, ISSN 2072-6643 (WC · ACNP), PMC 7762384, PMID 33297486.
- Seyed Hossein Aalaei-andabili e Nima Rezaei, MicroRNAs (MiRs) Precisely Regulate Immune System Development and Function in Immunosenescence Process, in International reviews of immunology, vol. 35, n. 1, Informa UK Limited, 2015,  pp. 57-66, DOI:10.3109/08830185.2015.1077828, ISSN 0883-0185 (WC · ACNP), PMID 26327579.
- Marlies Weltevrede, Renske Eilers, Hester E. de Melker e Debbie van Baarle, Cytomegalovirus persistence and T-cell immunosenescence in people aged fifty and older: A systematic review, in Experimental gerontology, vol. 77, Elsevier BV, 2016,  pp. 87-95, DOI:10.1016/j.exger.2016.02.005, ISSN 0531-5565 (WC · ACNP), PMID 26883338.
- Ling WANG, Yan XIE, Li-Jing ZHU, Ting-Ting CHANG, Yan-Q ing MAO e Jie LI, An Association between Immunosenescence and CD4+CD25+ Regulatory T cells: A Systematic Review, in Biomedical and environmental sciences : BES, vol. 23, n. 4, Elsevier BV, 2010,  pp. 327-332, DOI:10.1016/s0895-3988(10)60072-4, ISSN 0895-3988 (WC · ACNP), PMID 20934123.